# Piper javariense
Piper javariense är en pepparväxtart som beskrevs av Truman George Yuncker. Piper javariense ingår i släktet Piper och familjen pepparväxter. Inga underarter finns listade i Catalogue of Life.